# Xã Cuivre, Quận Pike, Missouri
Xã Cuivre (tiếng Anh: Cuivre Township) là một xã thuộc quận Pike, tiểu bang Missouri, Hoa Kỳ. Năm 2010, dân số của xã này là 7.298 người.